# Matthew Robbins
Matthew Robbins (San Antonio, 15 luglio 1945) è uno sceneggiatore, regista e produttore cinematografico statunitense.

## Biografia
Inizia l'attività di sceneggiatore all'inizio degli anni settanta, nel corso della sua carriera ha collaborato con Steven Spielberg, George Lucas, Guillermo del Toro, Walter Murch e Hal Barwood. Ha vinto il premio alla miglior sceneggiatura al Festival di Cannes 1974 per Sugarland Express.
Come regista ha diretto vari film, tra cui L'estate della Corvette, Il drago del lago di fuoco, Miracolo sull'8ª strada e molti altri.
Come attore è apparso in piccoli cameo in L'uomo che fuggì dal futuro e Incontri ravvicinati del terzo tipo. Negli ultimi anni ha collaborato alla sceneggiatura de Il concerto di Radu Mihăileanu, ha scritto assieme a Guillermo del Toro Non avere paura del buio e ha collaborato alla sceneggiatura del thriller di Bollywood 7 Khoon Maaf, diretto da Vishal Bhardwaj.

## Filmografia

### Sceneggiatore
- L'uomo che fuggì dal futuro (THX 1138), regia di George Lucas (1971) - non accreditato
- Sugarland Express (The Sugarland Express), regia di Steven Spielberg (1974)
- Lo squalo (Jaws), regia di Steven Spielberg (1975) - non accreditato
- The Bingo Long Traveling All-Stars & Motor Kings, regia di John Badham (1976)
- Incontri ravvicinati del terzo tipo (Close Encounters of the Third Kind), regia di Steven Spielberg (1977) - non accreditato
- MacArthur il generale ribelle (MacArthur), regia di Joseph Sargent (1977)
- Corvette Summer, regia di Matthew Robbins (1978)
- Il drago del lago di fuoco (Dragonslayer), regia di Matthew Robbins (1981)
- E.T. l'extra-terrestre (E.T. the Extra-Terrestrial), regia di Steven Spielberg (1982) - non accreditato
- Allarme rosso (Warning Sign), regia di Hal Barwood (1985)
- Miracolo sull'8ª strada (Batteries Not Included), regia di Matthew Robbins (1987)
- Mimic, regia di Guillermo del Toro (1997)
- Blood Brothers, regia di Vishal Bhardwaj - cortometraggio (2007)
- Il concerto (Le Concert), regia di Radu Mihăileanu (2009)
- Non avere paura del buio (Don't Be Afraid of The Dark), regia di Troy Nixey (2011)
- 7 Khoon Maaf, regia di Vishal Bhardwaj (2011)
- Vijay, il mio amico indiano (Vijay and I), regia di Vishal Bhardwaj (2013)
- Crimson Peak, regia di Guillermo del Toro (2015)
- Chatô: O Rei do Brasil, regia di Guilherme Fontes (2015)
- Rangoon, regia di Vishal Bhardwaj (2017)
- Madame, regia di Amanda Sthers (2017)
- Pinocchio di Guillermo del Toro (Guillermo del Toro's Pinocchio), regia di Guillermo del Toro (2022) - solo soggetto

### Regista
- Corvette Summer (1978)
- Il drago del lago di fuoco (Dragonslayer) (1981)
- La leggenda di Billie Jean (The Legend of Billie Jean) (1985)
- Un'incontrollabile attrazione (The Main Attraction), un episodio della serie Tv Storie incredibili (serie televisiva 1985) (1985)
- Miracolo sull'8ª strada (Batteries Not Included) (1987)
- Mothers, Daughters and Lovers (1989) - Film TV
- Bingo - Senti chi abbaia (Bingo) (1991)